# Hirtodrosophila paiviae
Hirtodrosophila paiviae är en tvåvingeart som först beskrevs av Masanori Joseph Toda och Riihimaa 1987.  Hirtodrosophila paiviae ingår i släktet Hirtodrosophila och familjen daggflugor. Inga underarter finns listade i Catalogue of Life.